# Wagner Farid Gattaz
Wagner Farid Gattaz (São José do Rio Preto, 10 de fevereiro de 1951) é um psiquiatra, pesquisador e professor universitário brasileiro.
Comendador da Ordem Nacional do Mérito Científico, membro da Academia Brasileira de Ciências e da Academia de Ciências de Heidelberg, é professor titular do departamento de psiquiatria da faculdade de medicina da Universidade de São Paulo. É referência na área de neurociência e doenças neuropsiquiátricas, como esquizofrenia e depressão.

## Biografia
De ascendência libanesa, Wagner nasceu na cidade de São José do Rio Preto, em 1951. Mudou-se para a capital, onde ingressou no Colégio Bandeirantes. Ingressou no curso de medicina Faculdade de Medicina do ABC em 1970 e formou-se em 1975, realizando sua residência no Departamento de Psiquiatria da Faculdade de Medicina da Universidade de São Paulo. Em 1978, ingressou no doutorado em psiquiatria pela Universidade de Heidelberg, na Alemanha, onde estudou a esquizofrenia.
Enquanto na Alemanha, tornou-se professor na Universidade de Heidelberg, onde se casou e teve dois filhos, Leonardo e Moritz. Em 1983, concluiu a livre-docência em psiquiatria pela mesma instituição, sendo contratado no ano seguinte para ser professor e diretor da Unidade de Neurobiologia no Instituto Central de Saúde Mental, onde ficou até 1996. Em junho de 1996 retornou ao Brasil onde passou no concurso para professor titular da Universidade de São Paulo. Com verbas fornecidas pela Fapesp, em 1998, montou um Laboratório de Neurociências no Departamento de Psiquiatria da FMUSP, que entrou em funcionamento em 1999.
Suas linhas de pesquisa são os aspectos neuroquímicos e moleculares dos transtornos neuropsiquiátricos, principalmente da esquizofrenia e da doença de Alzheimer.